# Proasellus sketi
Proasellus sketi är en kräftdjursart som beskrevs av Henry 1975. Proasellus sketi ingår i släktet Proasellus och familjen sötvattensgråsuggor. Inga underarter finns listade i Catalogue of Life.